# Jalen Pokorn
Jalen Pokorn (* 7. Juni 1979 in Kranj) ist ein slowenischer ehemaliger Fußballspieler.

## Internationale Karriere
Der Mittelfeldspieler wurde in den Jahren 2004 und 2005 zwölfmal in die Slowenische Fußballnationalmannschaft berufen.

## Palmarès
NK Olimpija Ljubljana
- Slowenischer Fußballpokal: 1999/2000, 2002/2003

NK Domžale
- Slovenska Nogometna Liga, Meisterschaft: 2007/2008